# Simon Master
Der Simon Master war ein Illuminator von Handschriften im zwölften Jahrhundert, der in Paris und später in St Albans lebte. Dort war er während der Amtszeit von Abt Simon (1167–1183) in der Abtei von St Albans als Meistermaler tätig, weshalb er von Kunsthistorikern als der Simon Master bezeichnet wird.